# Oxeoschistus pronax
Oxeoschistus pronax är en fjärilsart som beskrevs av William Chapman Hewitson 1860. Oxeoschistus pronax ingår i släktet Oxeoschistus och familjen praktfjärilar. Inga underarter finns listade i Catalogue of Life.

## Bildgalleri

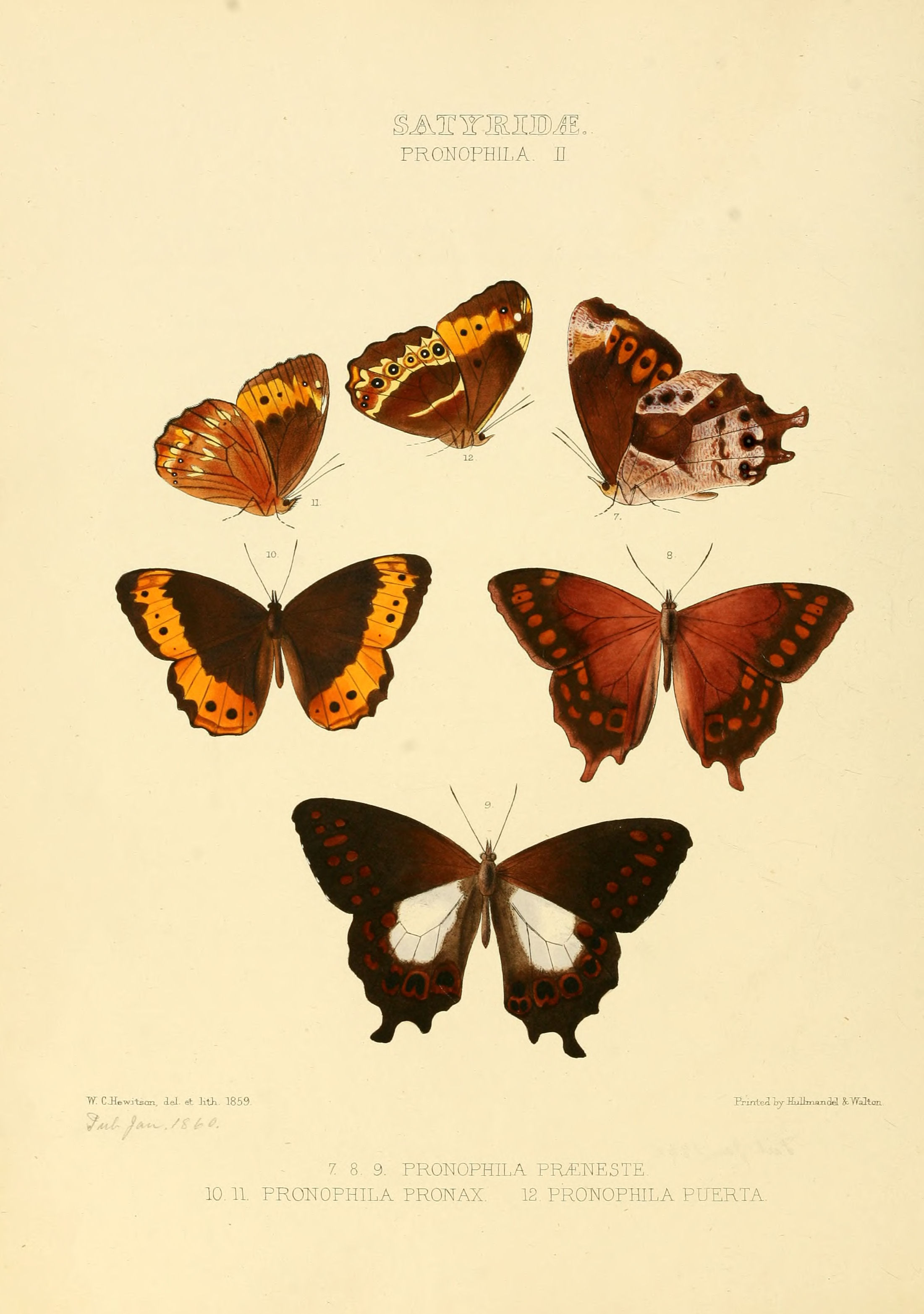